# Rue du Sec Arembault
La  Rue du Sec-Arembault  est une rue de Lille, dans le Nord, en France.

## Situation et accès
Il s'agit de l'une des rues du quartier du centre de Lille dans l’ancienne paroisse Saint-Maurice qui relie la rue de Béthune (place des Justes au croisement avec la rue des Tanneurs et la rue Neuve) au parvis Saint-Maurice au croisement avec la rue Pierre-Mauroy. La rue donne accès à la rue Détournée.

## Origine du nom
L’origine du nom très pittoresque de la rue est inconnue. La rue avait reçu plusieurs dénominations proches, Saint-Carembault, Segar Rabault, Segard-Raimbaut etc. Carembault est le nom d’un quartier (ou petit pays) de la châtellenie de Lille (autour de Phalempin, une quinzaine de kilomètres au sud de la ville). La rue s'oriente dans cette direction par la rue de Béthune, la rue Gambetta à Wazemmes mais le lien avec son nom est incertain.
Le nom complet de cette rue est "rue du Secrétaire Arembault".

## Historique
La création de la rue située à l’intérieur de l’enceinte du XIIIe siècle qui englobait les paroisses Saint-Maurice et Saint-Sauveur date probablement du Moyen-Âge.
Jusqu'à l'agrandissement de la ville de 1604 englobant l'ancien faubourg du Molinel, elle se terminait sur le rempart près de la tour du Fouan. Après le déplacement de l'enceinte, elle se prolonge par la rue Notre-Dame, actuelle rue de Béthune.
La rue très étroite et irrégulière a été élargie et régularisée en 1886 avec constructions d’immeubles haussmanniens.

## Description
La rue du Sec Arembault est une voie piétonne commerçante très fréquentée bordée d’immeubles de quatre étages datant de l’élargissement de la rue à la fin des années 1880. Deux galeries commerciales aboutissent  dans la rue à mi-distance de ses extrémités, l’une au départ de l’ancien siège de la Voix du Nord sur la place du Général-de-Gaulle se poursuivant au-delà de la rue Saint-Nicolas, l’autre, le « passage des tanneurs », pénétrant dans l’ilot entre la rue des Tanneurs et la rue Pierre-Mauroy à l’emplacement de l’ancien couvent des Pauvres Claires. Les entrées de ces galeries dans la rue se font face.

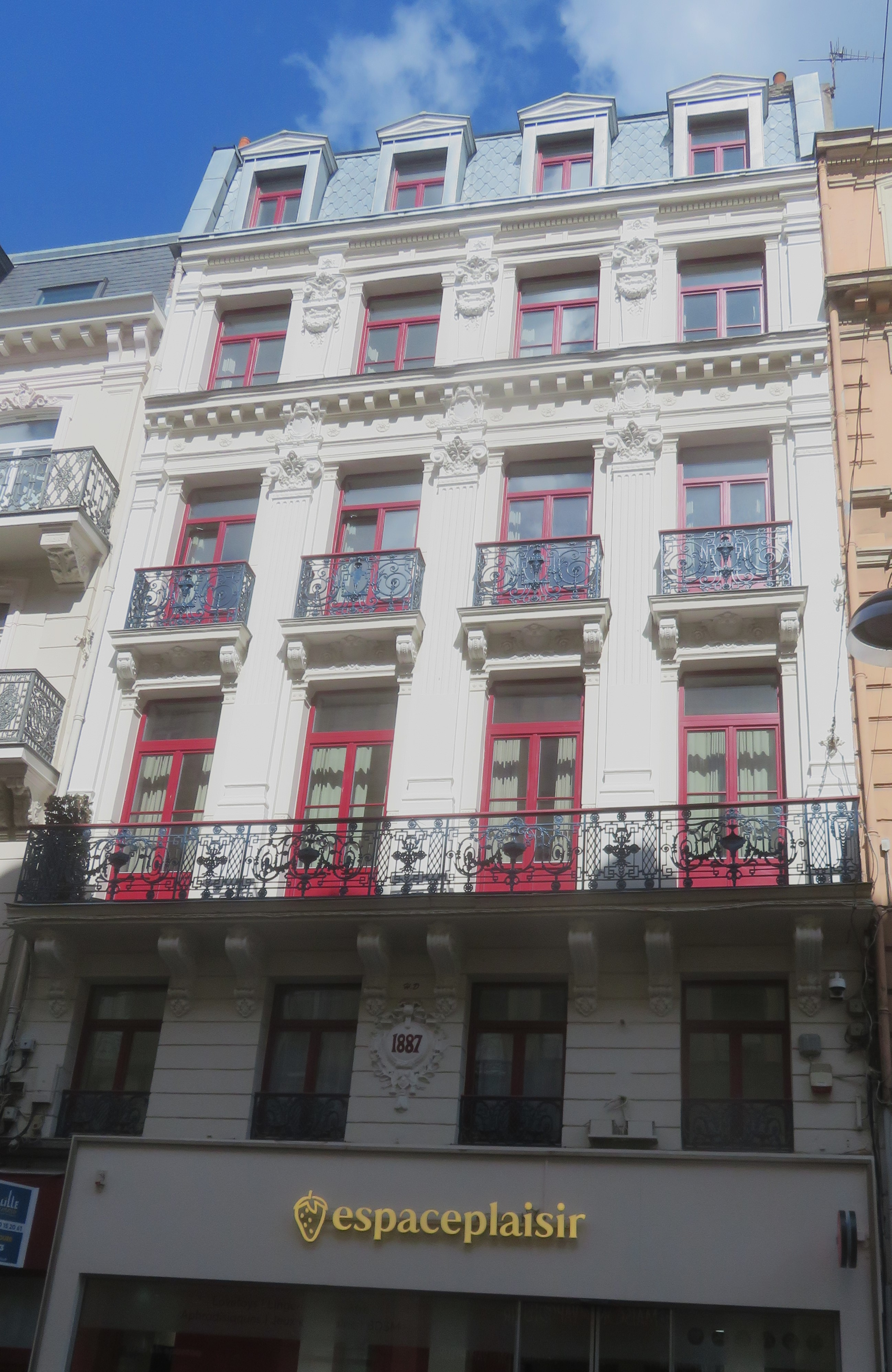
Immeuble de style éclectique
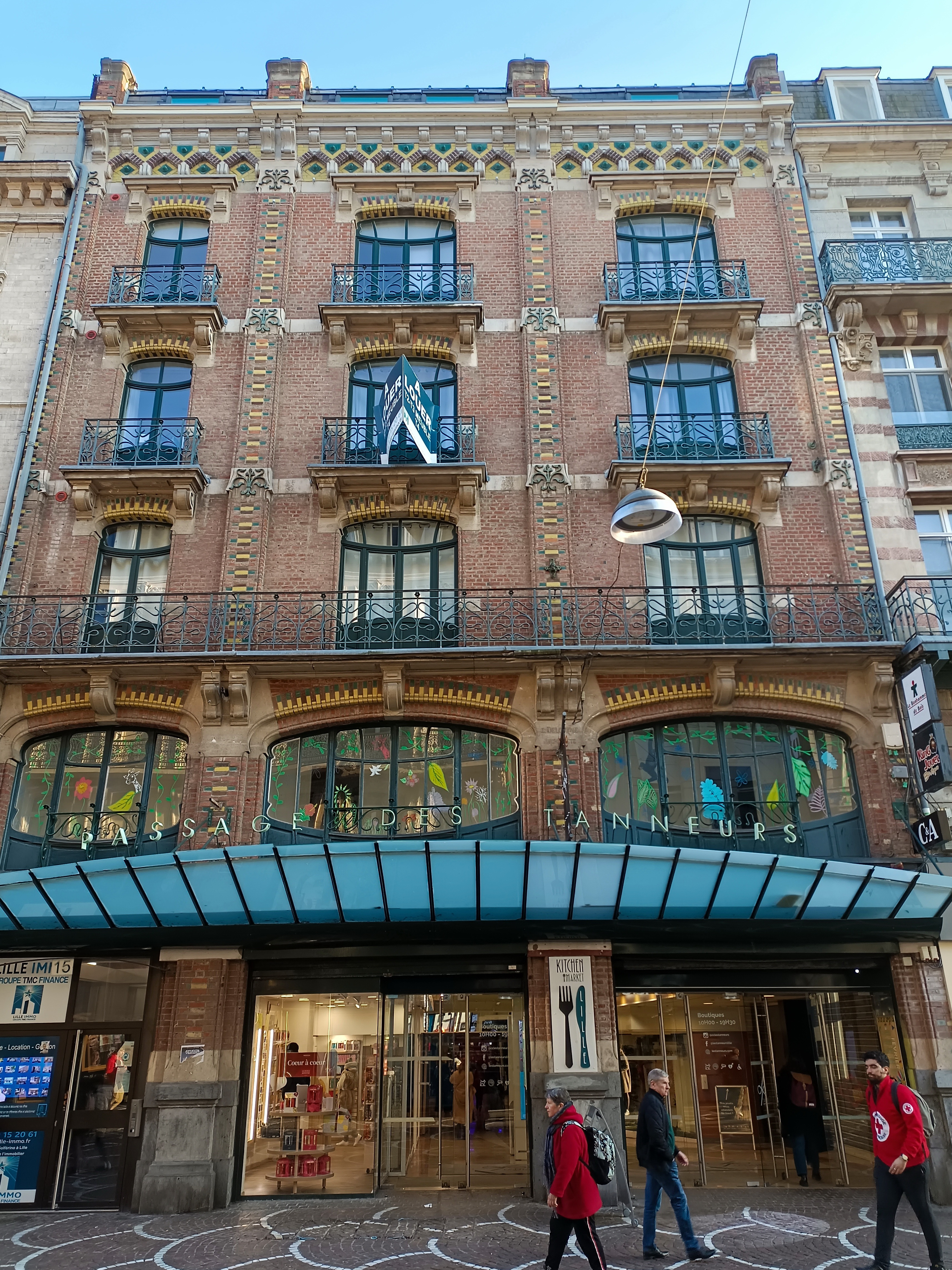
Entrée du passage des Tanneurs